# انریکه سیمونت
انریکه سیمونت لومباردو (به اسپانیایی: Enrique Simonet Lombardo)، (زاده ۲ فوریه ۱۸۶۶ – درگذشته ۲۰ آوریل ۱۹۲۷)، نقاش اسپانیایی بود که در والنسیا به دنیا آمد و ابتدا در آکادمی هنرهای زیبای سنت چارلز والنسیا به تحصیل مشغول شد.

## زندگی‎نامه

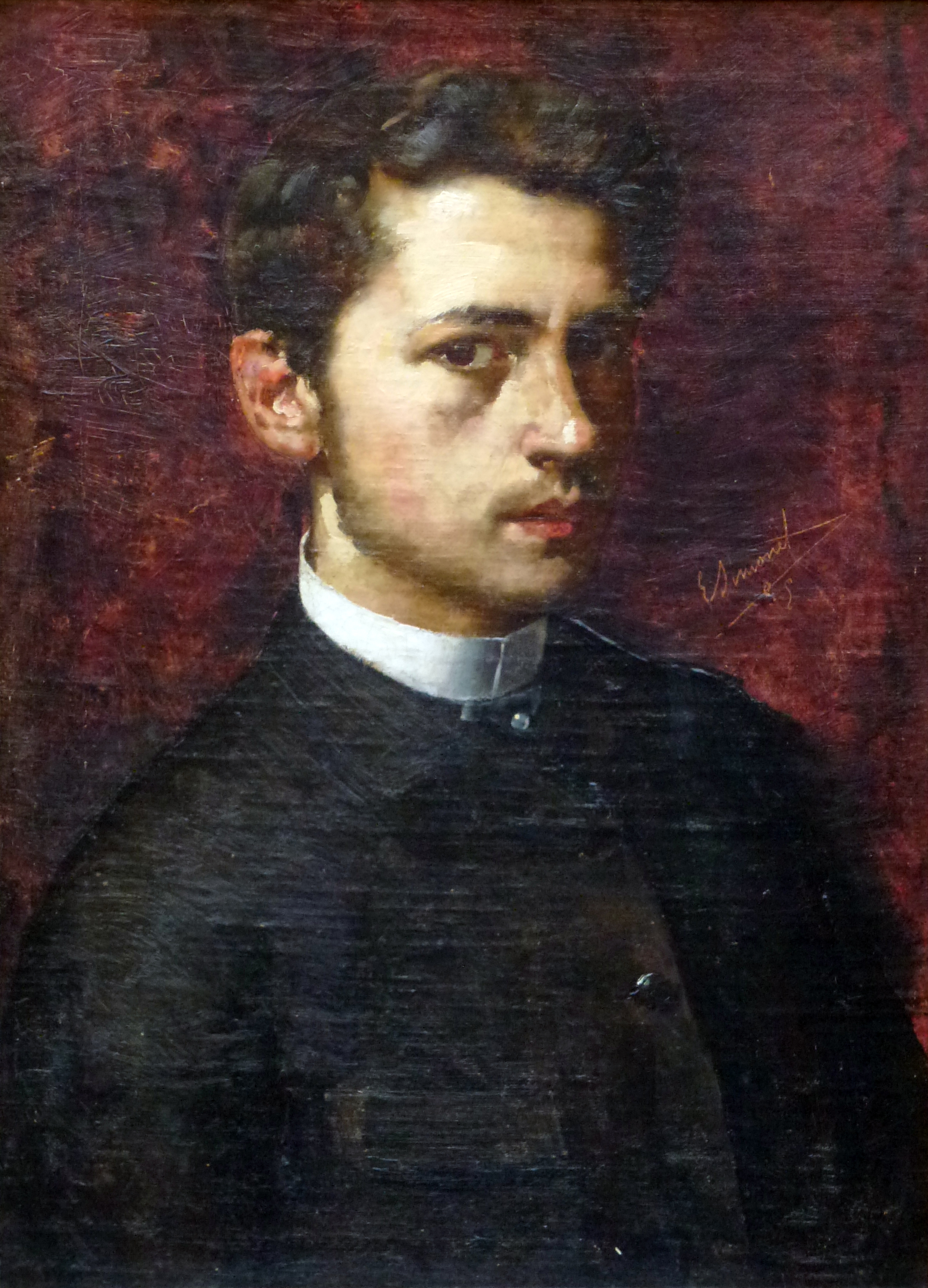
انریکه سیمونت لومباردو ۱۸۸۵

او در ۱۸۸۷ موفق به کسب کمک‌هزینه تحصیل نقاشی در آکادمی هنرهای زیبای شهر رم شد که یکی از کارهای معروف خود را که با نام‌های «آناتومی قلب»، «او قلب داشت!» یا «کالبدشکافی» شناخته می‌شود در آنجا کشید که او را در جهان معروف کرد و موفق به کسب چندین جایزه شد. او چندین جایزه بین‌المللی را از جمله جایزه مادرید در ۱۸۹۲، شیکاگو در ۱۸۹۳، بارسلونا در ۱۸۹۶ و پاریس در ۱۹۰۰ از آن خود کرده‌است. اثری از او با نام قطع سر سنت پائول در کلیسای جامع مالاگا نگهداری می‌شود. او در سال ۱۹۱۱ به عضویت آکامی هنرهای زیبای سن فرناندو در مادرید درآمد.

## مرگ
در ۲۰ آوریل ۱۹۲۷ درگذشت.
نقاشی Beheading of Saint Paul در کلیسای جامع مالاگا قرار دارد.

## نگارخانه

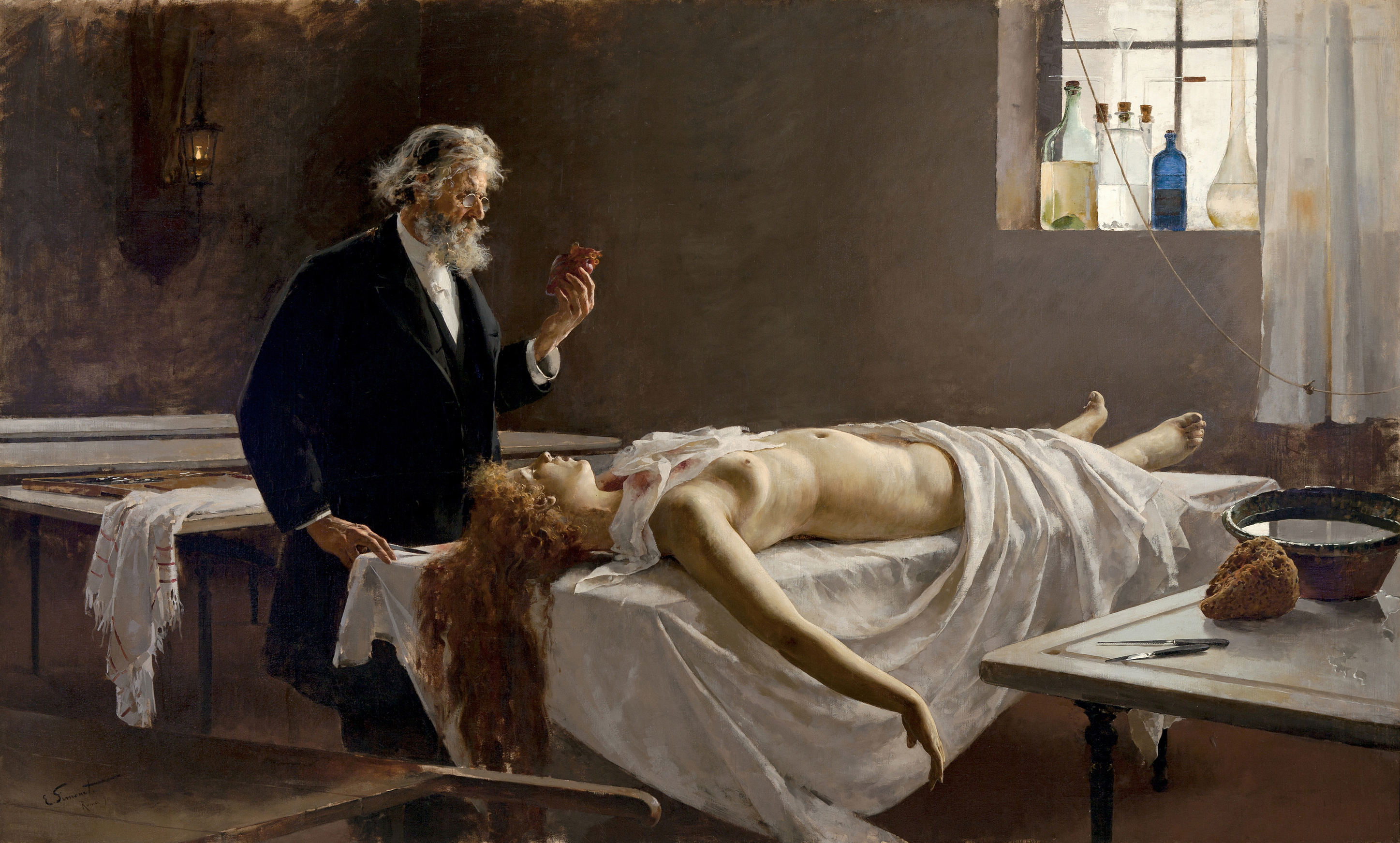
نقاشی «آناتومی قلب» که با نام‌های «او قلب داشت!» یا «کالبدشکافی» نیز شناخته می‌شود، ۱۸۹۰ میلادی
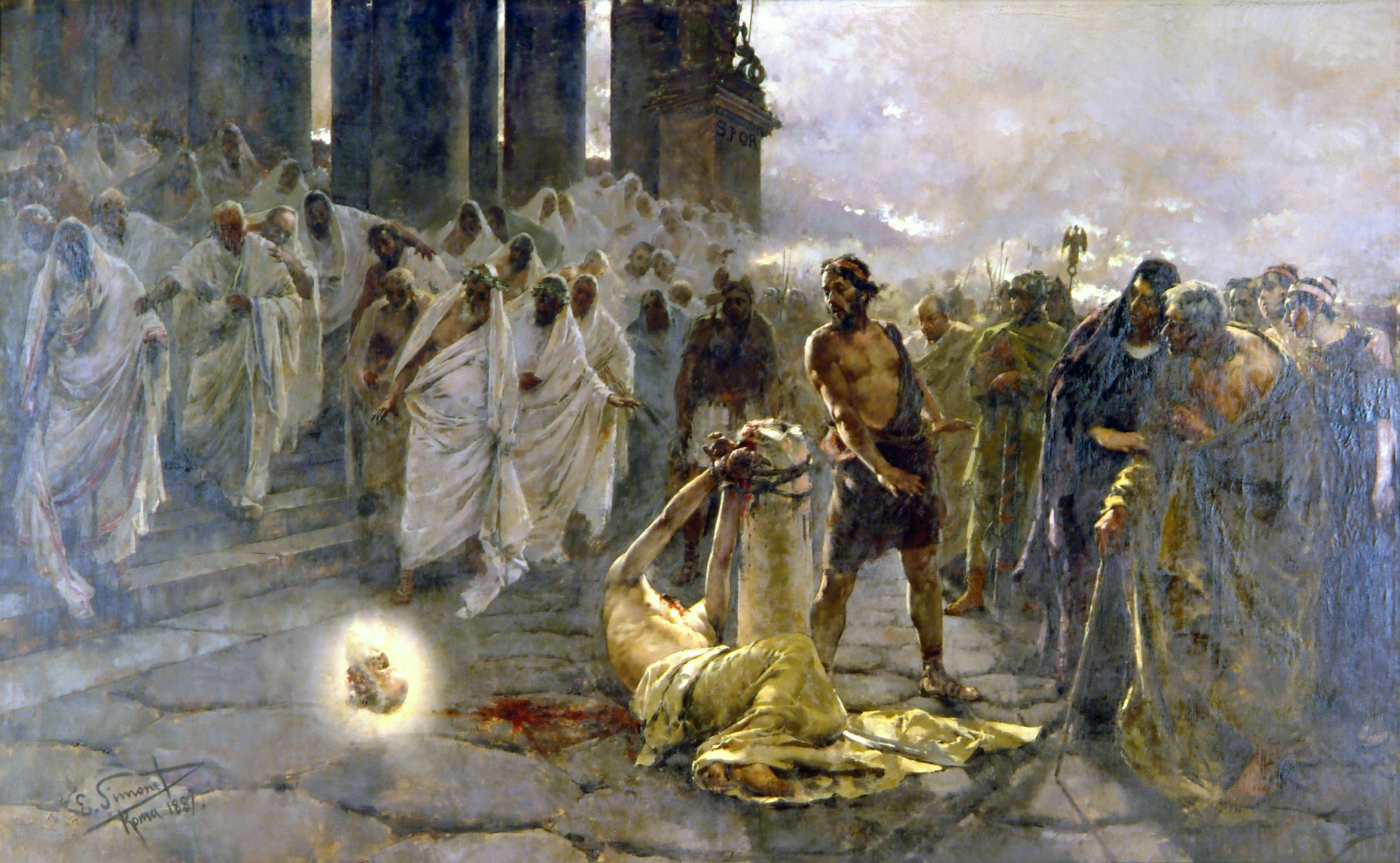
قطع سر سن پائول، ۱۸۸۷ میلادی
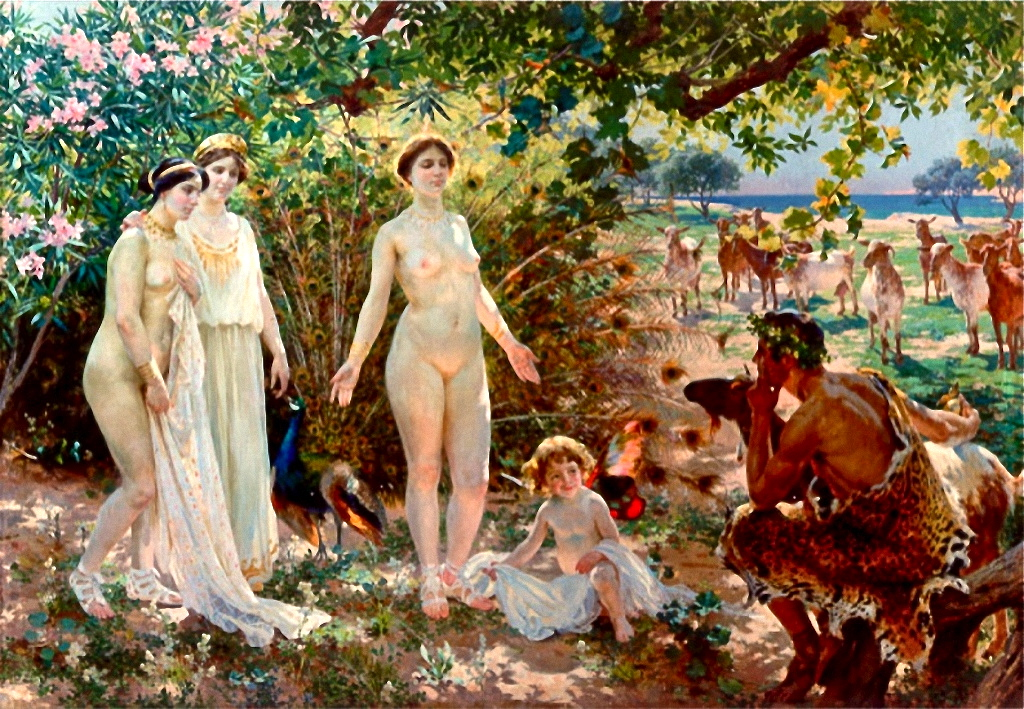
قضاوت پاریس، ۱۹۰۴ میلادی
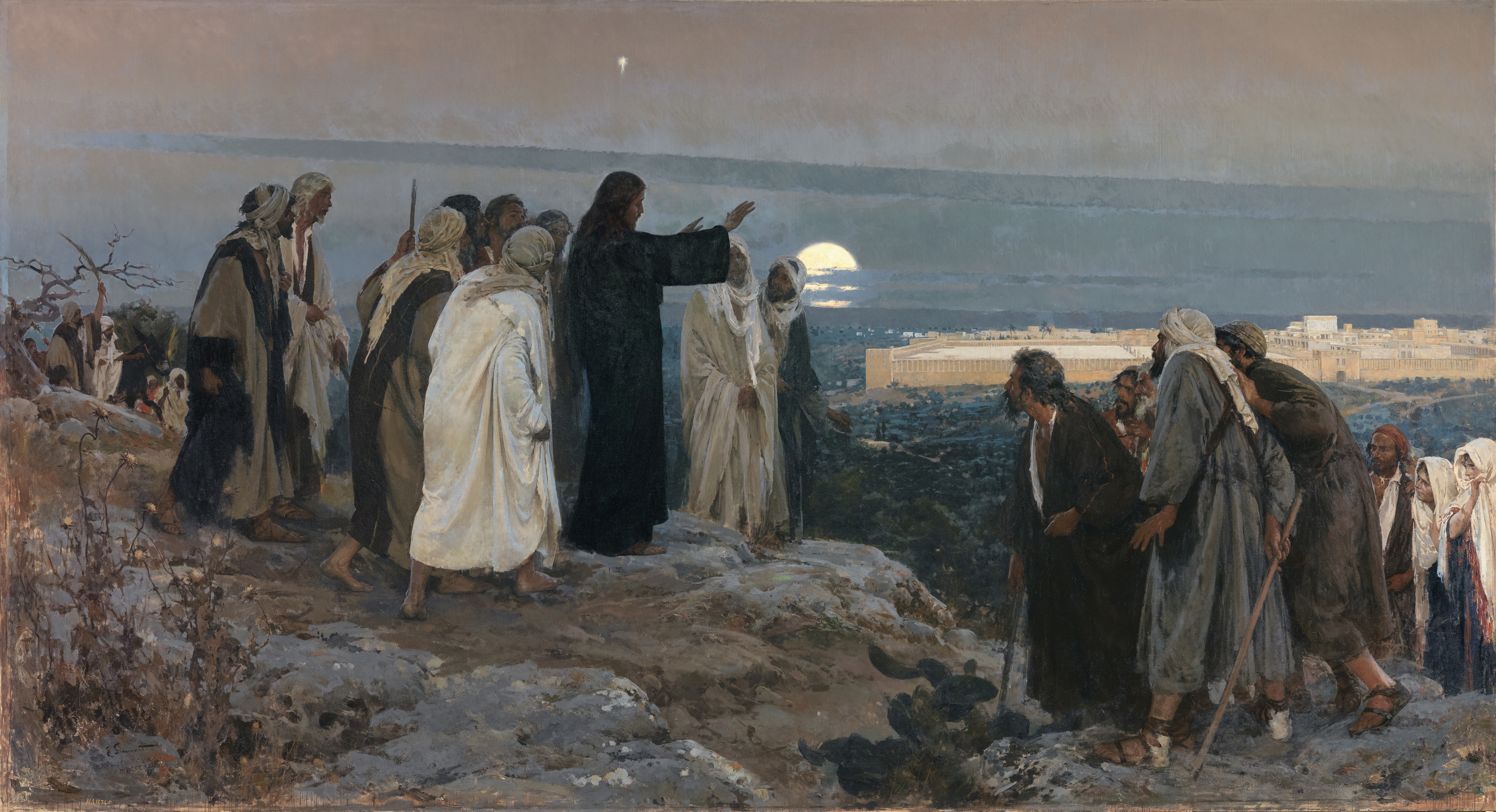
بازگشت پیروزمندانه به اورشلیم (فلویت سوپر ایللام)، ۱۸۹۲ میلادی
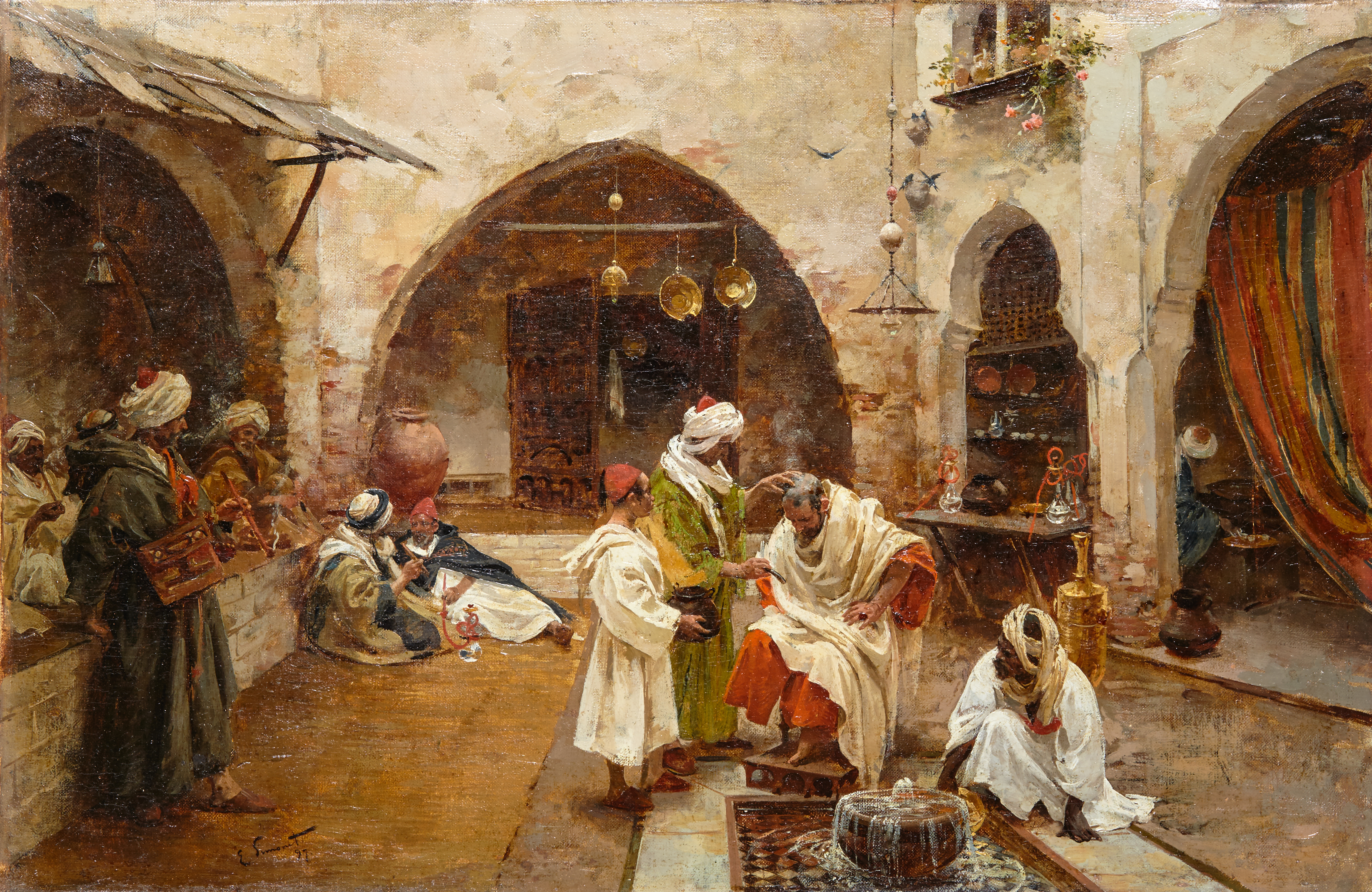